# Еррадон-де-Пінарес
Еррадон-де-Пінарес (ісп. Herradón de Pinares) — муніципалітет в Іспанії, у складі автономної спільноти Кастилія-і-Леон, у провінції Авіла. Населення — 549 осіб (2010).
Муніципалітет розташований на відстані близько 75 км на захід від Мадрида, 16 км на південний схід від Авіли.
На території муніципалітету розташовані такі населені пункти: (дані про населення за 2010 рік)
- Ла-Каньяда: 419 осіб
- Ель-Еррадон: 129 осіб
- Навальгранде/Канто-дель-Піко: 1 особа

## Демографія
Динаміка населення (INE ):